# Фасберг
Фасберг (њем. Faßberg) општина је у њемачкој савезној држави Доња Саксонија. Једно је од 24 општинска средишта округа Целе. Према процјени из 2010. у општини је живјело 6.921 становника. Посједује регионалну шифру (AGS) 3351010.

## Географски и демографски подаци
Фасберг се налази у савезној држави Доња Саксонија у округу Целе. Општина се налази на надморској висини од 71 метра. Површина општине износи 102,0 km². У самом мјесту је, према процјени из 2010. године, живјело 6.921 становника. Просјечна густина становништва износи 68 становника/km².

## Међународна сарадња
| Мјесто | Држава    | Врста сарадње | Од    |
| ------ | --------- | ------------- | ----- |
|        | Пољска    | контакт       | 1997. |
|        | Француска | партнерство   | 1990. |
| Извор  |           |               |       |